# Morada, California
Morada, California (енгл. Morada) насељено је место без административног статуса у америчкој савезној држави Калифорнија.

## Демографија
По попису из 2010. године број становника је 3.828, што је 102 (2,7%) становника више него 2000. године.
| Група             | 2000.         | 2010.         |
| Белци             | 2.838 (76,2%) | 2.527 (66,0%) |
| Афроамериканци    | 26 (0,7%)     | 47 (1,2%)     |
| Азијати           | 243 (6,5%)    | 412 (10,8%)   |
| Хиспаноамериканци | 489 (13,1%)   | 676 (17,7%)   |
| Укупно            | 3.726         | 3.828         |